# Matt Walsh (komentátor)
Matt Walsh (* 18. června 1986) je americký pravicový spisovatel a komentátor. Je sloupkařem pro The Daily Wire.
Svou mediální kariéru začal v roce 2010 jako moderátor diskusního pořadu místní rozhlasové stanice v Delaware. V roce 2012 se přesunul do Lexingtonu v Kentucky, kde kromě práce pro místní rozhlasovou stanici založil také svůj blog. Práci v rozhlase opustil v roce 2013. Od roku 2014 pracoval pro Blaze Media, přispíval do HuffPost a od roku 2017 pracuje pro The Daily Wire.
Zastává národně konzervativní názory.
Je členem římskokatolické církve. S manželkou Alissou Ann Walshovou mají šest dětí, z toho dvakrát dvojčata. 